# Txàssiv Iar
Txàssiv Iar (en ucraïnès Часів Яр, en rus Часов Яр) és una ciutat de l'óblast de Donetsk a Ucraïna. Fins al 2014 formava part del municipi de Bakhmut. El 2021 tenia 12.557 habitants.

## Història
A finals del segle xix s'estableix al voltant d'un jaciment d'argila refractària un assentament de població per als treballadors, tot i que ja el 1859 hi havia població a Gruzke.
Juntament al jaciment es desenvolupà una indústria de material refractari, principalment maons, destinat a les foneries de la Societat Novorossisk fundada per John Hughes el 1876 i així es fundà Txàssiv Iar. A començaments del segle xx hi havia fins a 20 mines per a l'extracció d'argila refractària i sorres d'emmotllament que subministraven matèria primera a una dotzena de fàbriques de refractaris que destinaven la seva producció a plantes metal·lúrgiques de Rostov, Volgograd i Sant Petersburg.
El 1900 a l'estació de ferrocarril de Txàssiv Iar es mogueren 4,5 milions de lliures de diverses càrregues, sobretot productes refractaris i argiles. El desembre de 1917, després de la Revolució d'Octubre, s'implanta el poder soviètic al poble. Entre el 1932 i el 1933 a la ciutat moriren 387 persones com a conseqüència de la fam, l'època coneguda com Holodomor. Txàssiv Iar rebé l'estatus d'assentament urbà el 1938.
Durant la Segona Guerra Mundial, la ciutat quedà ocupada per les tropes alemanyes el 21 d'octubre de 1941, que no foren capaces de posar en marxa la indústria. El 5 de setembre de 1943, durant l'operació Donbàs, la ciutat fou alliberada per unitats de la 279a Divisió de Fusellers del 32è Cos de Fusellers de l'Exèrcit Roig.
Després de la guerra, es va reconstruir la ciutat i la seva indústria. El 1957 la ciutat comptava amb quatre escoles secundàries, dues escoles de set anys, una escola FZO, dos palaus de cultura, 14 biblioteques, quatre clubs i dos estadis esportius, a més de la seva indústria d'argiles refractàries i de producció de productes refractaris. Aquell any començà la construcció de la planta Gidrojelezobeton, que era necessària per a la construcció del canal Siverski Donets-Donbàs i el 1959 la planta de productes refractaris es fusionà amb l'Administració Minera de Txassovoiarsk en una sola empresa: la planta refractària de Txassovoiarsk. Més endavant, a la seva seu s'ubicaria un museu d'història local. El 1985 estava en funcionament la planta de productes refractaris Gidrojelezobeton, i la ciutat comptava amb un forn de pa, una escola vocacional, cinc escoles secundàries, un hospital, un dispensari, un palau de cultura, vuit biblioteques i cinc clubs.
El maig de 1995, el Gabinet de Ministres d'Ucraïna aprovà la decisió de privatitzar la Planta de Materials Refractaris Txassovoiarski i el Departament de Construcció i Instal·lació No. 5. L'any 2018 la planta de Gidrojelezobeton deixà de produir i fou desmantellada.
Durant Guerra al Donbàs, la ciutat de Txàssiv Iar quedà sota control del govern ucraïnès i s'hi establí el 65è hospital mòbil militar de les Forces Armades d'Ucraïna.
El 24 de febrer de 2022, Rússia, després de reconèixer uns dies abans la República Popular de Donetsk i signar-hi un acord de defensa, iniciant la invasió russa d'Ucraïna. Després que les tropes russes avancessin en direcció a Bakhmut, Txàssiv Iar també fou atacada. El 9 de juliol de 2022 les forces armades russes bombardejaren amb coets les instal·lacions ferroviàries, destruint l'estació de tren i fent malbé parcialment un edifici residencial. El 10 de juliol, almenys 19 persones moriren en un bloc d'apartaments de cinc pisos atacat per un llançacoets russos Uragan, i 11 se'n salvaren.
El 9 de setembre del 2023 hi van morir la cooperant catalana Emma Igual i el canadenc Anthony «Tonko» Ihnat, i dos cooperants més van patir ferides greus.